# 林堡博物馆

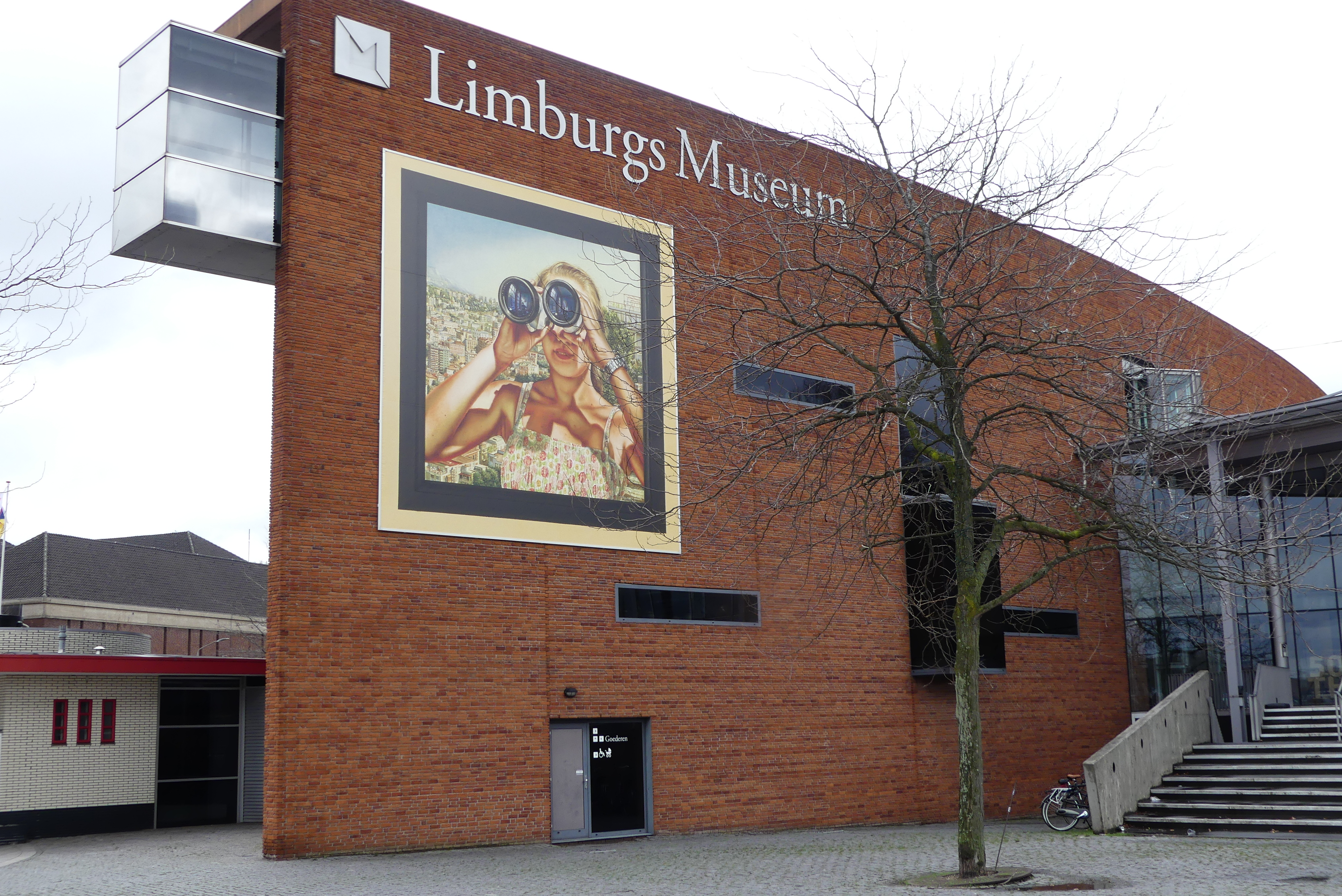
林堡博物館

林堡博物館（荷蘭語：Limburgs Museum）位於荷蘭林堡省芬洛，為林堡省的3座省級博物館之一。

## 历史
成立於1993年9月博物館的收藏包括新石器時代以來的考古材料和民俗物品，包括農業工具、廚房用具、紡織品、服裝以及與狂歡節和流行宗教信仰有關的物品。它每年都會舉辦許多特別展覽以及活動和歷史電影放映。

## 外部連結
- Official site （页面存档备份，存于）

51°22′0″N 6°10′19″E / 51.36667°N 6.17194°E